# Kanton Mesvres
Kanton Mesvres (francouzsky Canton de Mesvres) je francouzský kanton v departementu Saône-et-Loire v regionu Burgundsko. Tvoří ho 12 obcí.

## Obce kantonu
- La Boulaye
- Brion
- Broye
- La Chapelle-sous-Uchon
- Charbonnat
- Dettey
- Laizy
- Mesvres
- Saint-Eugène
- Saint-Nizier-sur-Arroux
- La Tagnière
- Uchon